# Tom Hanson
Thomas Tucker „Swede“ Hanson (* 10. November 1907 in Navesink, New Jersey; † 5. August 1970 in Philadelphia, Pennsylvania) war ein US-amerikanischer American-Football-Spieler. Er spielte als Runningback in der National Football League (NFL) unter anderem bei den Philadelphia Eagles.

## Spielerlaufbahn
Swede Hanson studierte an der Temple University, wo er auch für deren Footballmannschaft spielte. 1931 wurde er von den Brooklyn Dodgers verpflichtet und wechselte nach einem Spieljahr zum Lokalrivalen, den Staten Island Stapletons. Die Stapletons mussten sich nach der Saison 1932 aus finanziellen Gründen aus der NFL zurückziehen. Hanson bekam ein Angebot von den Philadelphia Eagles, die 1933 neu in die NFL aufgenommen worden waren. Er spielte fünf Jahre für diese Mannschaft. Von 1933 bis 1936 war Hanson der erfolgreichste Runningback des Teams aus Philadelphia. Im Jahr 1934 war er der erste Spieler der Eagles der über 100 Yards Raumgewinn durch Laufspiel in einem Spiel erzielen konnte. Bei der 6:19-Niederlage seiner Mannschaft gegen die Green Bay Packers gelangen ihm 116 Yards Raumgewinn. Nach einem weiteren Spieljahr bei den von John McNally trainierten Pittsburgh Pirates beendete er 1938 seine Laufbahn. Er arbeitete danach als Bootsbauer im Philadelphia Navy Yard. 

## Ehrungen
Tom Hanson wurde 1933 und 1934 zum All-Pro gewählt.

## Quelle
- Ray Didinger/Robert S. Lyons: The Eagles Encyclopedia. Temple University Press, 2005, ISBN 9781592134540